# Holcocephala scopifer
Holcocephala scopifer är en tvåvingeart som först beskrevs av Ignaz Rudolph Schiner 1868.  Holcocephala scopifer ingår i släktet Holcocephala och familjen rovflugor. Inga underarter finns listade i Catalogue of Life.